# Селевкия
Вижте пояснителната страница за други значения на Селевкия.
Селевкия на Тигър (на гръцки: Σελεύκεια; Σελεύκεια επί του Τίγρη; на латински: Seleucia) наричан Селевкия на Тигър, е голям град през Елинистическата цивилизация и римско време. Намирал се в Месопотамия срещу Ктезифон
на западния бряг на река Тигър в областта Бабил в днешен Ирак.
Основан е през 305 пр.н.е. от Селевк I Никатор и става търговски център на царството на Селевкидите.
През август 117 г. император Траян умира и тялото му е закарано в Селевкия от неговата съпруга Помпея Плотина, Салонина Матидия и Публий Ацилий Атиан и след това прахът му в Рим.